# Relaciones República de China-Unión Europea
Las relaciones República de China-Unión Europea se refieren a las relaciones internacionales entre la República de China (Taiwán), y la Unión Europea (UE).
Tanto la UE como la RDC comparten una tradición democrática y estrechos lazos económicos de alta tecnología. Aunque históricamente las relaciones económicas han sido importantes, a menudo se han visto eclipsadas por las relaciones de la UE con socios comerciales más grandes como Japón y EE. UU. Más recientemente, las relaciones con Taiwán se han visto eclipsadas por el auge de las oportunidades económicas en China.
La UE gestiona la Oficina Económica y Comercial Europea en Taipéi, mientras que la República de China gestiona la Oficina de Representación de Taipéi en la UE y Bélgica en Bruselas.

## Historia
Antes de la existencia de la Comunidad Europea, muchos estados europeos mantenían relaciones con la dinastía Ming ya en el siglo XVI. La relación más importante conectaba a China con Francia y Alemania. Muchos estados mantuvieron relaciones diplomáticas con el Imperio de Japón, que mantuvo Taiwán desde 1895 hasta 1945.
Las relaciones se complican por el hecho de que, de acuerdo con la política de una sola China, todos los Estados miembros de la UE reconocen a la República Popular China (RPC) como único Estado soberano bajo el nombre de «China».